# Jules Hoffmann
Pour les articles homonymes, voir Hoffmann.
Ne doit pas être confondu avec Jules Hofman.
Jules Alphonse Nicolas Hoffmann, né le 2 août 1941 à Echternach au Grand-Duché de Luxembourg, est un biologiste français d'origine luxembourgeoise. Il est membre de l'Académie des sciences depuis 1992, et en fut le président en 2007-2008, et de l'Académie française depuis 2012. Il reçoit conjointement, avec Bruce Beutler et Ralph Steinman, le prix Nobel de physiologie ou médecine en 2011. Depuis 2012, il est titulaire de chaire de Biologie intégrative à l'Institut d'études avancées de l'université de Strasbourg (USIAS).

## Biographie

### Enfance et études
Jules Alphonse Nicolas Hoffmann est né en pleine guerre et grandit avec son frère Jean-Paul dans la petite ville d’Echternach. Son père Jos Hoffmann (1911-2000), issu d’une famille de modestes fermiers de la campagne luxembourgeoise, est professeur de biologie. Sa mère est une fille de boucher d’Echternach.
C’est avec son père, lui-même entomologiste et professeur de sciences naturelles dans un lycée, que Jules Hoffmann découvre l’univers des insectes. Il effectue ses études supérieures à l'université de Strasbourg où il décroche en 1969 un doctorat d’État en biologie expérimentale et poursuit des recherches au laboratoire de l’Institut de zoologie auprès de Pierre Joly qui dirige un groupe de recherche sur la régulation endocrine du développement et de la reproduction des criquets migrateurs et qui encadrera sa thèse de science. C'est durant cette période qu'il rencontre sa future femme, Danièle Hirtzel, alors technicienne du laboratoire.

### Premiers postes
Après avoir été assistant délégué à la Faculté des sciences de Strasbourg en 1963, Jules Hoffmann entre au CNRS en 1964. Il y fera toute sa carrière. Jules Hoffmann a créé et dirigé le laboratoire CNRS « Réponse immunitaire et développement chez les insectes » installé à l'Institut de biologie moléculaire et cellulaire du CNRS à Strasbourg. En 1970, Jules Hoffmann prend la nationalité française. « Une carrière de chercheur était inimaginable à l'époque en restant au Luxembourg. J'ai donc décidé de demander la nationalité française, condition indispensable pour accéder à un poste d'universitaire dans ces années-là. Une démarche qui m'a coûté ma nationalité luxembourgeoise, mais grâce à laquelle j'ai obtenu la médaille d'or du CNRS », raconte avec émotion le biologiste, désormais directeur de recherche émérite au CNRS et professeur à l'université de Strasbourg. Après un stage postdoctoral en Allemagne entre 1972 et 1974, auprès de Peter Karlson (de), qui vient tout juste de décrire la structure de l’ecdysone — hormone stéroïde chez les insectes —, il succède en 1978 à Pierre Joly à la tête du laboratoire de « Biologie humorale des insectes ». Il travaille alors à l’université de Strasbourg, d’abord à l’Institut de zoologie, puis à l’Institut de biologie moléculaire et cellulaire, qu’il dirige entre 1992 et 2005, et où il se consacre à l'étude des mécanismes de l’immunité innée et l’expression des gènes de la réponse immédiate chez la mouche du vinaigre, le récepteur Toll. Il précise les mécanismes moléculaires de cette immunité innée dans un article princeps paru dans la revue Science en 1999.
En 1993, Jules Hoffmann organise à Versailles, avec Charles Janeway de l’université Yale, Alan Ezekowitz de l'université Harvard, Shunji Natori de l'université de Tokyo et Fotis Katafos, directeur du laboratoire de biologie moléculaire de l'université de Heidelberg, le premier congrès consacré à l’immunité innée.

### Reconnaissance
Directeur de recherche émérite au Centre national de la recherche scientifique, Jules Hoffmann a des relations privilégiées avec les Académies des sciences étrangères, des places d’honneur dans les congrès et a reçu 14 prix scientifiques : il est notamment lauréat de la médaille d'or du CNRS 2011. La même année, il reçoit le prix Nobel de physiologie et de médecine, avec Bruce Beutler et Ralph Steinman, pour ses travaux sur l’immunité innée. Il est également membre, depuis 2011, du conseil d'orientation de la fondation Écologie d'avenir, conseil présidé par Claude Allègre.
Le 5 janvier 2012, l’Académie française officialise sa candidature au fauteuil no 7, vacant depuis la mort de Jacqueline de Romilly. Il est élu lors de la séance du jeudi 1er mars 2012 avec 17 voix sur 23. Succédant à Jacqueline de Romilly, il est reçu sous la coupole par Yves Pouliquen le 30 mai 2013.
Jules Hoffmann est membre d'honneur de l'Académie d'Alsace des sciences, lettres et arts.
Jules Hoffmann est passionné par la lecture, la randonnée et le chant grégorien, faisant un pèlerinage rituel avec sa femme et ses enfants Marc et Isabelle à l’abbaye de Hohenbourg sur le mont Sainte-Odile.

## Apports scientifiques

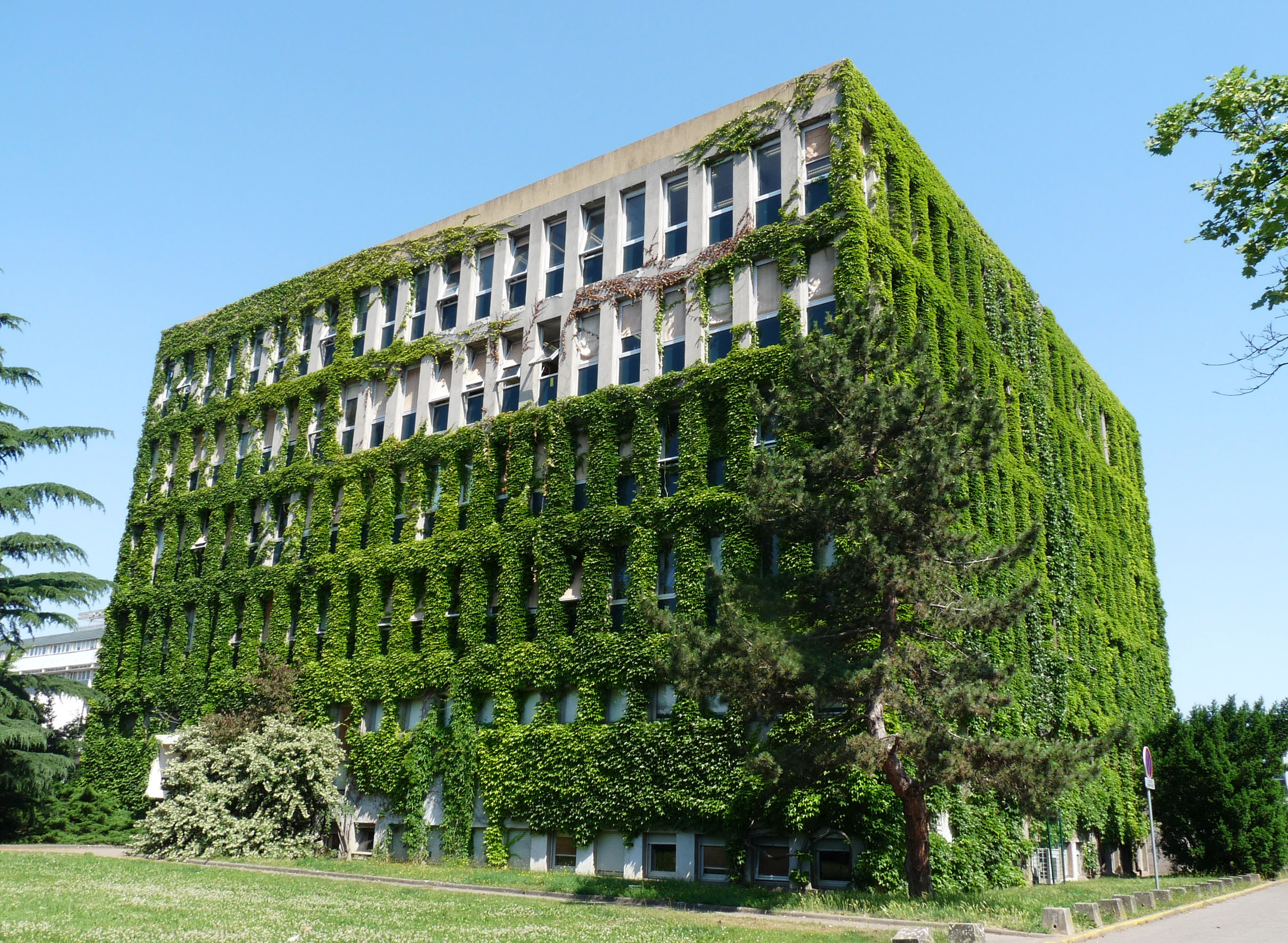
Façade de l'Institut de biologie moléculaire et cellulaire de Strasbourg

En 1959, à 18 ans, Jules Hoffmann publie son premier article sur les hétéroptères aquatiques du Grand-Duché de Luxembourg dans les Archives de l’Institut Grand-ducal de Luxembourg, Section des sciences naturelles, physiques et mathématiques.
La remise de la médaille d’or du CNRS est venue récompenser « ses découvertes [qui] ont fait émerger une vision nouvelle des mécanismes de défense que les organismes, des plus primitifs jusqu’à l’Homme, opposent aux agents infectieux ».
Ils concernent essentiellement le système immunitaire inné chez les insectes. Il a mis ainsi en évidence l’existence chez la drosophile de récepteurs Toll à certains champignons permettant d’activer la synthèse de certaines molécules antifongiques.
En 1996, Bruno Lemaitre et Jules Hoffmann apportent la première démonstration génétique de l'implication des récepteurs de type Toll dans l'immunité innée chez la drosophile. Cette découverte vaut à Hoffmann d'obtenir le Prix Nobel de physiologie ou médecine en 2011,.

## Prix et distinctions
- Prix Gay-Lussac Humboldt (1984)
- Prix Alexandre-Joannidès de l'Académie des sciences (1992)
- Prix Antoine-Lacassagne du Collège de France (2000)
- Prix William B. Coley du Cancer Research Institute (2003)
- Grand Prix de la Fondation pour la recherche médicale (2004)
- Prix Robert-Koch d'Immunologie (2004)
- Prix Balzan (2007)
- Prix Rosenstiel (2010)
- Keio Prize for Medicine (2010)[20]
- Prix Shaw en sciences de la vie et médecine (2011)[21]
- Médaille d'or du CNRS (2011)[22]
- Prix Nobel de physiologie ou médecine (2011) conjointement avec Bruce Beutler (États-Unis) et Ralph Steinman (Canada)[19].
- Officier de la Légion d'honneur au titre du ministère de l’Enseignement supérieur et de la Recherche[23]
- Docteur honoris causa de l'université de Liège (2014)[24]
- Étoile d'or et d'argent de l'ordre du Soleil levant (2020)[25]
- Commandeur de l'ordre national du Mérite[26]

### Hommages
Le groupe scolaire de Lipsheim en Alsace prend son nom en 2013 et est inauguré en sa présence.
Le collège de la Robertsau à Strasbourg est renommé collège Jules-Hoffmann le 18 octobre 2016.

## Ouvrages
- Progress in Ecdysone Research, éd. Elsevier North Holland, 1980  (ISBN 0444801944)
- (avec M. Porchet), Biosynthesis Metabolism and Mode of Action of Invertebrate Hormones, Berlin, New York, éd. Springer-Verlag, 1985  (ISBN 0387136673)